# Византийские военные трактаты
Византийские военные трактаты («стратегиконы») продолжили традицию античных военных руководств, восходящую к Ксенофонту и Энею Тактику. До нашего времени дошло значительное количество произведений подобного рода. Первые собственно византийские военные трактаты относятся к VI веку, значительное их количество появилось в X веке с ростом военной активности на Балканах и Востоке. Начиная с XI века количество известных стратегиконов уменьшилось — только один известен для палеологовского периода.
В течение всей своей истории Византия вела с переменным успехом изнурительные войны на всех своих границах и только огромные людские и материальные ресурсы империи позволяли ей выдерживать эту борьбу. По мнению российского историка Г. Г. Литаврина (1925—2009), «наступавший временами острый недостаток этих ресурсов Византия компенсировала огромным опытом ведения боевых операций в любых условиях, в любой местности, в любое время года».

## Предшественники

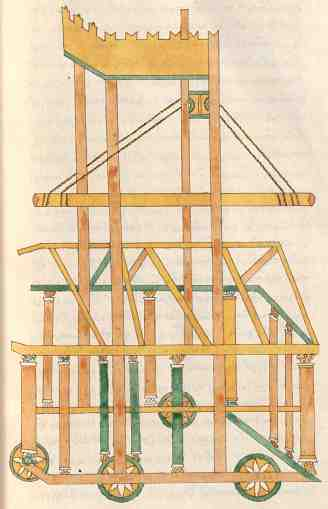
Древнегреческая осадная башня. Иллюстрация из рукописи ок. 1550 года, f. 11.

Древнейший древнегреческий военный писатель, влияние которого можно проследить в византийский период — Эней Тактик (IV век до н. э.), из чьего наследия сохранился только труд «О перенесении осады», составлявший, возможно, одну из частей его энциклопедии военного искусства. Ж.-Р. Вьейфон показал, как одна из глав книги Энея, посвящённая зашифрованным письмам, с незначительными изменениями передавалась в византийской традиции до тактических сборников IX—X веков. Исследования в области механики и военной техники проводил в Пергаме Битон, который написал специальный трактат о метательных и осадных машинах, сконструированных греческими инженерами IV—II веках до н.э. Об этом произведении упоминается у Исихия Александрийского и Герона Византийского, 9 изображений военных машин из рукописей которых положили начало иллюстрированию в греческой военной литературе. Из 8 книг Филона Византийского (III век до н. э.) о военной технике сохранились только фрагменты.
Большой популярностью у византийцев пользовался трактат др.-греч. Στρατηγικός Онасандра (I век), посвящённый задачам полководца до, во время и после битвы. Автор, не отягощённый реальным военным опытом, пишет в риторическом и претенциозном стиле, насыщая повествование моралистическими соображениями и общими местами. Многочисленные рукописи, парафразы текста, особенно в трудах Льва VI свидетельствуют, по мнению Х. Хунгера о славе, не соответствующей достоинствам его труда.
Сходство общего плана работ, частые совпадения формулировок позволили французскому историку А. Дэну предположить наличие общего источника у произведений Арриана, Элиана Тактика и анонимного автора др.-греч. Όνομσίαι. На основе выписок из Элиана в IV—V веках был сформирован небольшой сборник, и независимо от него в VI веке — рецензия с диаграммами и схолиями. др.-греч. Τέχνη Τακτικέ Арриана (II век) показывают близость автора к военной практике и анализируют современную ему римскую тактику с греческой и македонской точек зрения. Другой его труд рассказывает о военной экспедиции против аланов. Из труда Аполлодора из Дамаска по полиокертике сохранилось несколько глав, использованных Героном Византийским.
Из античных стратагем сохранились только два произведения, лат. Strategemata Секста Юлия Фронтина и др.-греч. Στρατηγηματα Полиэна. Из них первое, написанное на латыни было популярно преимущественно на Западе, тогда как написанное на древнегреческом второе использовалось в Византии. Судя по сохранившимся произведениям, труд Полиэна использовался не непосредственно, а в виде сокращённых изложений.

## Классификация
Корпус античных военных текстов, и продолживших их традицию византийских военных трактатов, может быть разделён на несколько жанров, рассматривающих военное дело с разных точек зрения:
- тактика — построение войск, манёвров и основных тактических понятий;
- стратегика (др.-греч. στρατηγικά) — принципы командования;
- полиоркетика — методы осады и защиты укреплений, создание осадной техники. Известно 2 трактата, специально посвящённых осадному делу: иллюстрированный трактат Герона Византийского, созданный ок. 950, анонимный «de obsidione toleranda» (первая половина X века). Ещё в двух («Тактике Никифора Урана» и «Советах» Кекавмена) осадному делу уделяется некоторое внимание[9];
- навмахика — морские сражения;
- стратагемата — сборники описаний военных уловок, высказываний и рассказов. Известно 5 сочинений в этом жанре, основанных на «Стратагемате» Полиэна[7].

## Основные военные трактаты
Авторство большинства из рассматриваемых ниже произведений точно не установлено, поэтому названия разделов, в которых фигурируют конкретные имена, даны по наиболее значимому историческому лицу, с деятельностью которого связано появление рассматриваемых военных руководств.

Схема лагеря византийской армии, выполненная Ю. А. Кулаковским на основании описания из трактата «De castrametatione», X век.

### Первые стратегиконы
Тактикон и Эпитедевма Урбикия Барбата (др.-греч. Όρβίκιος), небольшие произведения, созданные в правление Анастасия I, являются первыми известными византийскими военными трактатами. Первый из них является кратким изложением первой части Ars Tactica Арриана посвящённой фаланге, ограничиваясь, в основном, терминологией. Во втором, ещё меньшем по размеру, рассказывается о собственном изобретении автора — трёхногих рогатках (канонах), которые, помещённые перед лёгкой пехотой, должны были защищать её от варварской кавалерии.
Следы последующих трудов этого автора можно найти в «Стратегиконе» Псевдо-Маврикия. Это произведения, условно называемые «Трактат о кавалерии», «Трактат о пехоте», «Трактат о стратегии» и обобщающая «Урбикиевская Тактика-Стратегика». Во всех них автор прибегал к каким-то не дошедшим до нашего времени источникам, а не к собственному военному опыту.

### Стратегикон Маврикия
Стратегикон Маврикия — важнейший и самый известный памятник византийской военной литературы, авторство которого приписывается большинством исследователей византийскому императору Маврикию (годы правления 582—602). По другим версиям его автором называют Урбикия, полководца времён Анастасия I, или императора Ираклия. Немецкие византинисты К. Э. Цахариэ фон Лингенталь и К. Крумбахер отстаивали авторство Руфа, полководца VIII века, однако эта теория была опровергнута. В связи со спорностью вопроса об авторстве, произведение часто называют «Стратегиконом Псевдо-Маврикия». Различные теории датируют трактат концом VI — началом VII веков. В отличие от автора De Re Strategica, автор данного руководства, вероятно, занимал руководящие посты в армии, его рекомендации изложены доступно и носят практический характер.
Наибольшую научную ценность представляет XI книга «Стратегикона», в которой описывается военная тактика персов, которых автор «Стратегикона» ставит на первое место среди врагов Византии, аваров, турок, лангобардов, славян и антов. Против персов Псевдо-Маврикий советует применять армию, состоящую из конницы и пехоты, и наносить удар не по фронту, а с флангов или с тыла. Подробно описываются авары, их племенное устройство и военная организация. Отдельная глава посвящена борьбе против «рыжеволосых народов», с которыми автор советует не вступать в открытый бой, а действовать хитростью и затягивать время мирными переговорами. Важное место в произведении занимают главы о славянах, полные этнографических подробностей. Стратегикон Псевдо-Маврикия содержит ценнейший материал по организации византийской армии. Особое внимание уделяется свойствам идеального главнокомандующего, к которым автор относит личный военный опыт, религиозную ортодоксальность и способность договариваться с войском. Документ чётко выражает политическое кредо своего автора — стремиться к победе любой ценой; не удивительно, что он стал основой не только более поздних византийских военных учебников, но и военного трактата Никколо Макиавелли.
В последнюю XII главу «Стратегикона» включен небольшой трактат «Об охоте» из которого следует, что охота рассматривалась как способ тренировки стратиотов в мирное время. При этом сама охота происходило как масштабное военное учение, выполняемое по всем правилам тактики и стратегии.

### Сириан Магистр
Группа из трёх или четырёх произведений, в настоящее время считающихся частями одного трактата приписываемого Сириану Магистру, автору IX века:
- De Re Strategica — сочинение, охватывающее практически все аспекты военной науки. Ранее считалось, что оно создано в середине или второй половине VI века в правление Юстиниана I или Маврикия[23]. В 43 главах произведения рассмотрено значительное количество тем — описаны сословия городского населения в отношении их полезности для военного дела, необходимые качества военачальника, дано определение стратегии, описаны мероприятия по защите от вражеского нападения, по подготовке армии к войне, устройство крепостей и караульная служба, способы передачи приказов и военных распоряжений, а также тактические вопросы, связанные с организацией сражения. При этом такие важные вопросы, как обучение войска и война на море не затрагиваются. Считается, что автор произведения либо был военным теоретиком, либо не занимал высоких постов в армии[24]. Трактат является также ценным источником по общественным отношениям Византии во второй половине VI века[25].
- Naumachiai Syrianou Magistrou — трактат, посвящённый тактике морских сражений. В нём даются рекомендации к умениям экипажа и флотоводца, организации разведки с помощью быстрых судов, построению боевых порядков. Даются общие стратегические рекомендации — стремиться не полностью разгромить противника, а устранить непосредственные угрозы; не бояться сражаться против превосходящих сил и победить с помощью превосходства в тактике; избегать битвы; оставаться сдержанным после побед и не впадать в отчаяние после поражения, а собрать оставшиеся суда для битвы в другой день[26].
- Rhetorica Militaris — не сохранившийся сборник речей для полководцев на разные случаи[27]. Представление о том, что император и полководец должен обладать ораторским талантом, восходит к эпохе Древнего Рима. В трудах античных историков сохранилось огромное количество речей, обращённых к армии. Существуют разные точки зрения относительно роли этих речей, при этом не известны свидетельства об их эффективности, и даже сам факт произнесения их некоторыми исследователями подвергается сомнению[28].
- О стрельбе из лука (др.-греч. Περϊ τοξεϊας) — небольшой отрывок, касающийся обучению стрельбе из лука, объединяемый некоторыми исследователями с De Re Strategica[29].

### Трактаты Льва VI Мудрого
Известны три трактата, с разной степенью достоверности приписываемые императору Льву VI (годы правления 886—912) или связываемые с его именем. Произведений, хронологически расположенных между ними и «Стратегиконом» не сохранилось.
- Problemata — единственный в своём роде военный трактат, составленный в форме катехизиса. Произведение однозначно атрибутируется Льву VI и является выписками, сделанными им из «Стратегикона», выдержки из которого являются ответами на поставленные вопросы. Вероятно, «Problemata» являлась подготовительными материалами для будущей «Тактики»[31].
- Tactica Leontis большинство исследователей приписывают также Льву VI — из текста следует, что автор произведения был императором и звали его Львом; существовавшие теории об авторстве Льва III Исавра опровергнуты в конце XIX века. Соответственно диапазон датировок не очень широк и охватывает конец VIII — начало IX веков. Автор «Тактики» хорошо знаком с предшествующей традицией, часты ссылки на авторов древних трактатов, некоторые из них (Элиан, Арриан, Оносандр[англ.]) называются по именам. Другие источники, которые автор называет «новыми», вероятнее всего восходят к «Стратегикону». Сведения последнего были подвергнуты основательной ревизии — структура учебника стала чётче, были исключены устаревшие сведения, оставшиеся подверглись стилистической правке. Обширный новый материал касается, преимущественно, военной организации при фемной системе, развитие которой к IX веку находилось в завершающей фазе. Важная новация, описанная в «Тактике» — греческий огонь. Тактические воззрения Льва носят оборонительный характер и отражают отказ от экспансии в этот период[30]. Трактат давно привлёк внимание исследователей и издателей. Первые переводы на латинский и итальянский языки появились в XVI веке, а в 1700 году И. Ф. Копиевский перевёл трактат для Петра I на старославянский[32].
- Sylloge Tacticorum (название, предложенное впервые издавшим трактат А. Дэном), или «Неизданная тактика Льва» — энциклопедический свод из 102 коротких глав. Первыми исследователями произведение приписывалось Александру, брату и соправителю Льва, однако последующие ограничивались только отнесением данного памятника к середине X века, что означало отказ от предыдущей гипотезы, без предложения конкретного авторства. А. Дэн выдвинул теорию, согласно которой «Sylloge Tacticorum» являлся компиляцией двух полностью утраченных трактатов. В целом трактат содержит мало новой информации, только в 76 главе содержатся редко встречающиеся сведения по криптографии[33]. Известное из более ранних военных учебников построение др.-греч. ισόπλευρος τετράγωνος παράταξις — совместных действий кавалерии и пехоты, расположенной в форме большого полого квадрата, впервые описывается в «Sylloge Tacticorum» как стандартное, что отражало необходимость выработки эффективной тактики в сражениях с арабами[34].

### Трактаты Константина VII Порфирородного
Три текста, названные Дж. Б. Бьюри др.-греч. Περί τών βασιλικών ταξειδίων считаются входящими в огромную компиляцию «О церемониях», составленную императором Константином VII Порфирородным в X веке, хотя точное местоположение этих текстов внутри сборника не вполне понятно. Все эти тексты посвящены конкретным рекомендациям, которым должен руководствоваться император при подготовке военных экспедиций. Первый из них, наименьший по размеру, содержит перечисление шести аплектонов Малой Азии и порядку формирования армии в зависимости от направления похода. Второй текст, основанный преимущественно на трактате, написанным около 903—912 годов «невежественным Львом Катакиласом» описывает процедуры, которым должен следовать император в походе на примере действий, приписанных Константину Великому и Юлию Цезарю. Третий текст, в котором явно указывается авторство Константина VII, и адресат — его сын, будущий император Роман II частично основан на предыдущем и содержит обширные списки всего, что может понадобиться в походе. Завершается трактат описанием процедур торжественной встречи вернувшегося с победой императора на примерах Юстиниана, Василия I и Феофила.
Данные трактаты отражают утрату Болгарией положения главного врага империи при царе Петре I в 927—965 годах и перенесение фокуса военных действий в Малую Азию. Несмотря на ряд побед, одержанных арабами между 934 и 955 годами, благодаря усилиям Варды Фоки и его сына Никифора инициатива на Востоке перешла к Византии.

### Трактаты Никифора II Фоки
Несколько военных руководств, созданных во второй половине X века, связывают с именем полководца и императора Никифора II Фоки (годы правления 963—969). Авторство одного из них, Praecepta Militaria, составленного около 965 года, некоторыми исследователями приписывается самому императору, однако более распространённой является точка зрения, ограничивающаяся констатацией того, что автор этого трактата принадлежал к высшему военному руководству. Это небольшое сочинение, озаглавленное в рукописи др.-греч. Στρατηγικὴ ἔκθεσις καὶ σύνταξις Νικηφόρου δεσπότου, является практическим военным руководством против конкретного противника — арабов. Содержащаяся в трактате новая информация относится, прежде всего, к тяжеловооружённой коннице — катафрактам, возникновение которой как особого и главного рода войск связано с деятельностью именно Никифора Фоки. Литературные достоинства трактата, как это было отмечено ещё его первым издателем, Ю. А. Кулаковским, невелики. Логика изложения часто нарушается, стиль прост и функционален.

## «Тактика Никифора Урана»

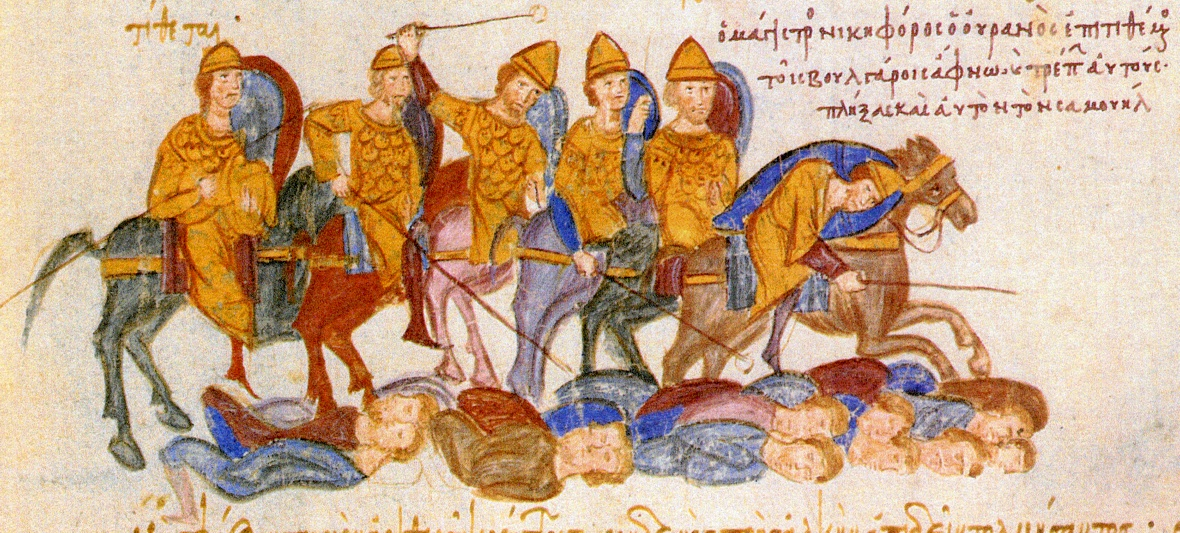
Войско Никифора Урана обращает болгар в бегство у реки Сперхиос

К числу трактатов, завершающих «золотой век» византийской военной литературы, относят огромный компилятивный труд, известный под названием, предложенным изучавшим в 1930-е годы трактат А. Дэном — «Тактика Никифора Урана», связав с именем известного полководца. Оригинальное название этого произведения не известно, создание датируется концом X века. До нашего времени он дошёл в 18 рукописях, ни в одной из которых он не содержится целиком. Полностью состоящий из 178 глав текст никогда не издавался, что затрудняет его изучение. В отличие от рассмотренных выше трактатов, отличительной чертой данного является практически полное отсутствие персонифицированного вклада автора. Сочинение целиком основано на предшествующей письменной традиции. Перечень источников, встречающийся в одной из рукописей, содержит 17 имён, о части из которых ничего не известно. Способ передачи сведений своих источников у автора «Тактики» состоит преимущественно в текстуальном их воспроизведении. Тем не менее автору удаётся обеспечить внутреннее единство своего произведения, несмотря на его огромный размер и большое количество рассматриваемых вопросов.
После работы Дэна «Тактика Никифора Урана» редко становилась предметом отдельных исследований и остаётся наименее изученным текстом этого корпуса. Тем не менее содержащиеся в главах 56—65 сведения о тактике осад чрезвычайно ценны. Именно в этот период армии императора Василия II вели планомерный захват укреплённых городов как на востоке (Месопотамии, Киликии и северной Сирии), увенчавшийся взятием Антиохии в 969 году, так и в Болгарии. С обоими этими направлениями связана военная карьера Никифора Урана.

### Комментарии
1. ↑  Опубликован, согласно «Patria» в 505/506 годах
2. ↑  Возражения см. в Кучма, 2007, с. 13—16

### Сноски
1. ↑  Литаврин, 1977, с. 258.
2. ↑  Athenaeus Mechanicus. Bito. Hero Alexandrinus. Apollodorus Damascenus. Philo Byzantius. Apparatus Bellicus. Leo VI Imp. - BSB Cod.graec. 195. Europeana. Дата обращения: 20 июля 2013. Архивировано из оригинала 20 июля 2013 года.
3. 1 2  Hunger, 1978, p. 324.
4. ↑  Vieillefond, 1932.
5. ↑  Климов, 2009.
6. 1 2  Hunger, 1978, p. 325.
7. 1 2  Нефёдкин, 2002.
8. ↑  McGeer, 2008.
9. ↑  Corfis, 1999.
10. ↑  Кулаковский, 1903.
11. ↑  Люттвак, 2010, с. 362.
12. ↑  Кучма, 2004, с. 21.
13. 1 2  Шувалов, 2005.
14. ↑  Hunger, 1978, p. 323.
15. ↑  Dain, 1968.
16. ↑  Zachariae von Lingenthal, 1894.
17. ↑  Krumbacher, 1897, pp. 635—636.
18. ↑  Кучма, 1979, с. 50—53.
19. ↑  Удальцова, 1974, с. 295—318.
20. ↑  Кучма, 2004, с. 20.
21. ↑  Кучма, 2002.
22. ↑  Rance, 2008.
23. ↑  Кучма, 1979, с. 50.
24. ↑  Кучма, 1980, с. 71.
25. ↑  Пигулевская, 1946, с. 114—122.
26. ↑  Люттвак, 2010, с. 363—366.
27. ↑  Люттвак, 2010, с. 376.
28. ↑  Махлаюк, 2004.
29. ↑  Кучма, 2007, с. 12.
30. 1 2  Кучма, 1972.
31. ↑  Кучма, 1979, с. 55.
32. ↑  Кучма, 1969.
33. ↑  Кучма, 1979, с. 55—56.
34. ↑  McGeer, 1988.
35. 1 2  Haldon, 1990, p. 35.
36. ↑  Шевченко, 1993.
37. ↑  Haldon, 1990, p. 67.
38. ↑  Kazhdan, 1991, p. 1709.
39. 1 2  Кучма, 1979, с. 56—58.
40. ↑  Кулаковский, 1908.
41. ↑  Мохов, 2004.
42. ↑  Кучма, 1979.
43. ↑  McGeer, 1991.

### Исследования
на английском языке
- Corfis I. A. The Medieval City Under Siege. — Boydell & Brewer Ltd., 1999. — ISBN 0851157564.
- Kazhdan, Alexander, ed. (1991). The Oxford Dictionary of Byzantium. Oxford University Press: Oxford and New York. p. 1962. ISBN 0-19-504652-8.
- McGeer E. Infantry versus Cavalry : The Byzantine Response // Revue des études byzantines. — 1988. — Т. 46. — С. 135—145.
- McGeer E. Tradition and Reality in the "Taktika" of Nikephoros Ouranos // Dumbarton Oaks Papers. — 1991. — Т. 45. — С. 129—140. — JSTOR 1291697.
- McGeer E. Military texts // Jeffreys E., Haldon J. F., Cormack R. The Oxford handbook of Byzantine studies. — Oxford University Press, 2008. — С. 907—913.
- Rance P. The date of the military compendium of Syrianus Magister (Formerly the sixth-century anonymus Byzantinus) // Byzantinische Zeitschrift. — 2008. — Т. 100, вып. 2. — С. 701–737. — doi:10.1515/BYZS.2008.701.

на немецком языке
- Hunger H. Die hochsprachliche profane Literatur der Byzantiner. — München, 1978. — 528 p. — (Byzantinisches Handbuch). — ISBN 3 406 01428 3.
- Krumbacher K. Geschichte der byzantinischen Literatur von Justinian bis zum Ende des Oströmischen Reiches. — München, 1897. — 1193 p.
- Strässle P. M. Krieg und Kriegführung in Byzanz: die Kriege Kaiser Basileios' II. gegen die Bulgaren (976-1019)Krieg und Kriegführung in Byzanz: die Kriege Kaiser Basileios' II. gegen die Bulgaren (976-1019). — Köln: Böhlau Verlag Köln Weimar, 2006. — 578 p. — ISBN 978-3-412-17405-7.
- Zachariae von Lingenthal K. E. Wissenschaft und Recht für das Heer vom VI bis zum Anfang des X. Jahrhunderts // Byzantinische Zeitschrift. — 1894. — Т. 3. — С. 437—457.

на русском языке
- Климов О. Ю. Пергамская научная школа // МНЕМОН. — СПб.: Санкт-Петербургский государственный университет Исторический факультет Кафедра истории древней Греции и Рима Центр антиковедения, 2009. — С. 175—198.
- Кулаковский Ю. А. Византийский лагерь конца X века // Византийский временник. — СПб., 1903. — Т. X. — С. 63—90. Архивировано 12 мая 2012 года.
- Кулаковский Ю. А. Стратегика Императора Никифора // Записки Императорской Академии наук. — СПб., 1908. — Т. VIII, вып. 9. Архивировано 24 сентября 2013 года.
- Кучма В. В. Византийские военные трактаты VI—X веков (недоступная ссылка — история) // Античная древность и средние века. — Свердловск, 1966. — Вып. 4. — С. 31—56.
- Кучма В. В. «Тактика Льва» в исторической литературе (Историографический обзор) // Византийский временник. — М.: Наука, 1969. — Т. 30. — С. 153—165.
- Кучма В. В. «Тактика Льва» как исторический источник // Византийский временник. — М.: Наука, 1972. — Т. 33. — С. 75—87.
- Кучма В. В. Византийские военные трактаты VI-X вв. как исторический источник // Византийский временник. — М.: Наука, 1979. — Т. 40. — С. 49—75.
- Кучма В. В. «Византийский аноним VI в.»: основные проблемы источников и содержания // Византийский временник. — М.: Наука, 1980. — Т. 41. — С. 68—91.
- Кучма В. В. Византийские военные трактаты как памятник культуры (недоступная ссылка — история) // Античная древность и средние века. — Свердловск, 1987. — Вып. 23. — С. 42—52.
- Кучма В. В. Два трактата - один автор? // Военная организация Византийской империи. — СПб.: Алетейя, 2001. — С. 286—310. — ISBN 5-89329-393-2.
- Кучма В. В. Трактат «Об охоте» (недоступная ссылка — история) // Античная древность и средние века. — Свердловск, 2002. — Вып. 33. — С. 48—58.
- Махлаюк А. В. Роль ораторского искусства полководца в идеологии и практике военного лидерства в древнем  Риме // ВДИ. — 2004. — Вып. 1. — С. 31—48.
- Мохов А. С. Военные преобразования в Византийской империи во второй половине X – начале XI в. // Известия Уральского Государственного Университета. — 2004. — Т. 31, вып. Гуманитарные науки. Выпуск 7. История. — С. 14—34. Архивировано 1 марта 2007 года.
- Литаврин Г. Г. Византийское общество и государство в X-XI вв. — М.: Наука, 1977. — 4200 экз.
- Люттвак Э. Стратегия Византийской империи = The Grand Strategy of the Byzantine Empire. — М.: Университет Дмитрия Пожарского, 2010. — 664 с. — ISBN 978-5-91244-015-1.
- Нефёдкин А. К. Сочинение Михаила Пселла «О военном строе» // Para Bellum. — 1998. — Вып. 6. Архивировано 17 мая 2012 года.
- Нефёдкин А. К. Античная военная теория и "Стратагемы" Полиэна // Полиэн Стратагемы. — Евразия, 2002. — С. 39—55.
- Пигулевская Н. В. Византия и Иран на рубеже VI-VII вв. / Отв. редактор акад. В. В. Струве. — Труды института востоковедения. — М.‒ Л.: Издательство Академии наук СССР, 1946. — Т. XLVI. — 291 с.
- Удальцова З. В. Идейно-политическая борьба в ранней Византии. — М.: Наука, 1974. — 351 с.
- Шевченко И. И. Перечитывая Константина Багрянородного // Византийский временник. — М.: Наука, 1993. — Т. 54. — С. 6—38.
- Шувалов П. В. Урбикий и «Стратегикон» Псевдо-Маврикия (часть 2) // Византийский временник. — М.: Наука, 2005. — Т. 64 (89). — ISBN 5-02-010301-2.

на французском языке
- Dain A., Foucault de J. A. Urbicius ou Mauricius? // Revue des études byzantines. — 1968. — Т. 26. — С. 123—136. — doi:10.3406/rebyz.1968.1401.
- Vieillefond J.-R. Adaptations et paraphrases du Commentaire d'Enee le Tacticien // Revue de philologie. de litterature et d'histoire anciennes. — 1932. — № 6. — С. 24—36.